# 徴兵制度に対する反対
徴兵制度に対する反対（ちょうへいせいどにたいするはんたい、Opposition to conscription）は、国が賦課する徴兵制度による兵役服務を反対することを意味する。兵役義務に対する反対（へいえきぎむにたいするはんたい）とも呼ぶ。

## 特徴
徴兵制度に対する反対と係わる特徴は下記と行為として、下記の行為の中で一つだけを称することができ、二つ以上を称することもできる。
- 宗教的・政治的・個人的な良心的兵役拒否
- 兵役義務者の徴兵検査拒否、徴兵対象者の入営拒否などの兵役逃れ、徴兵を免れるための自害行為
- 直接的・間接的な徴兵制度に対する反対運動（徴兵制度反対デモ）
- 徴兵事務所を占拠して立てこもる行為。放火まであり得る。

## 各国における徴兵制度に対する反対

### アメリカ合衆国
1863年、ニューヨーク市で貧民たちが南北戦争と関連する徴兵法を反対して発生したニューヨーク徴兵暴動があり、1960年代のベトナム戦争と関連する反戦活動で徴兵制度にに対する反対活動がある。.

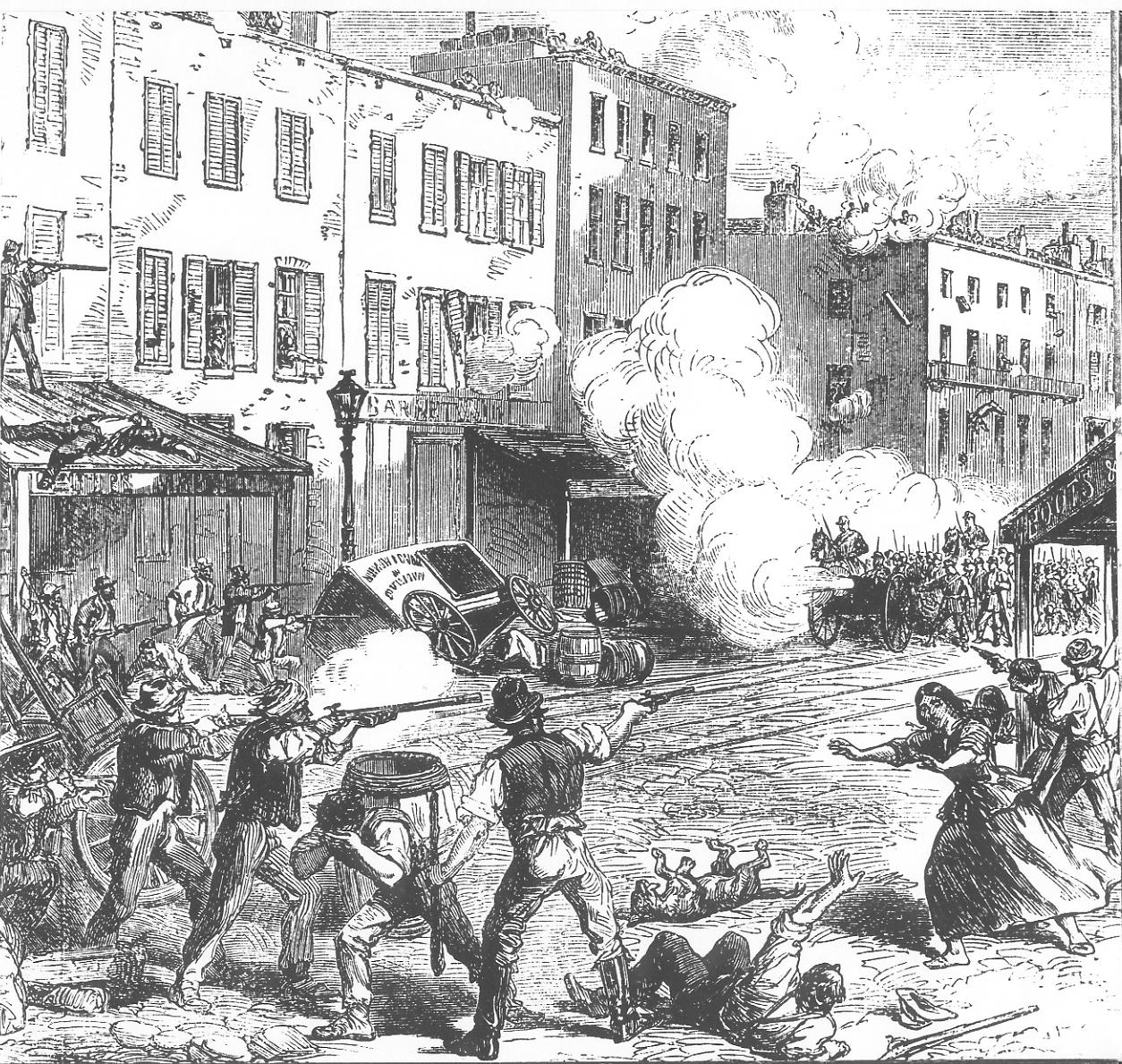
1863年、ニューヨーク徴兵暴動で連邦軍を攻撃する暴徒
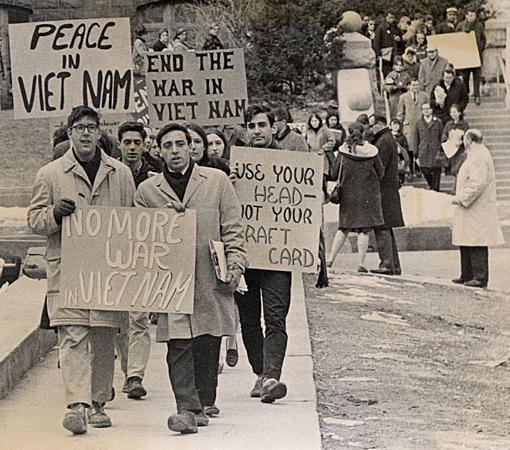
ウィスコンシン大学マディソン校で開かれたアメリカのベトナム戦争反対デモで、徴兵反対プレカードがある。このプレカードには「頭を使え、徴兵令状を使うな(Use your head, Do not your Draft card)」と書かれている。
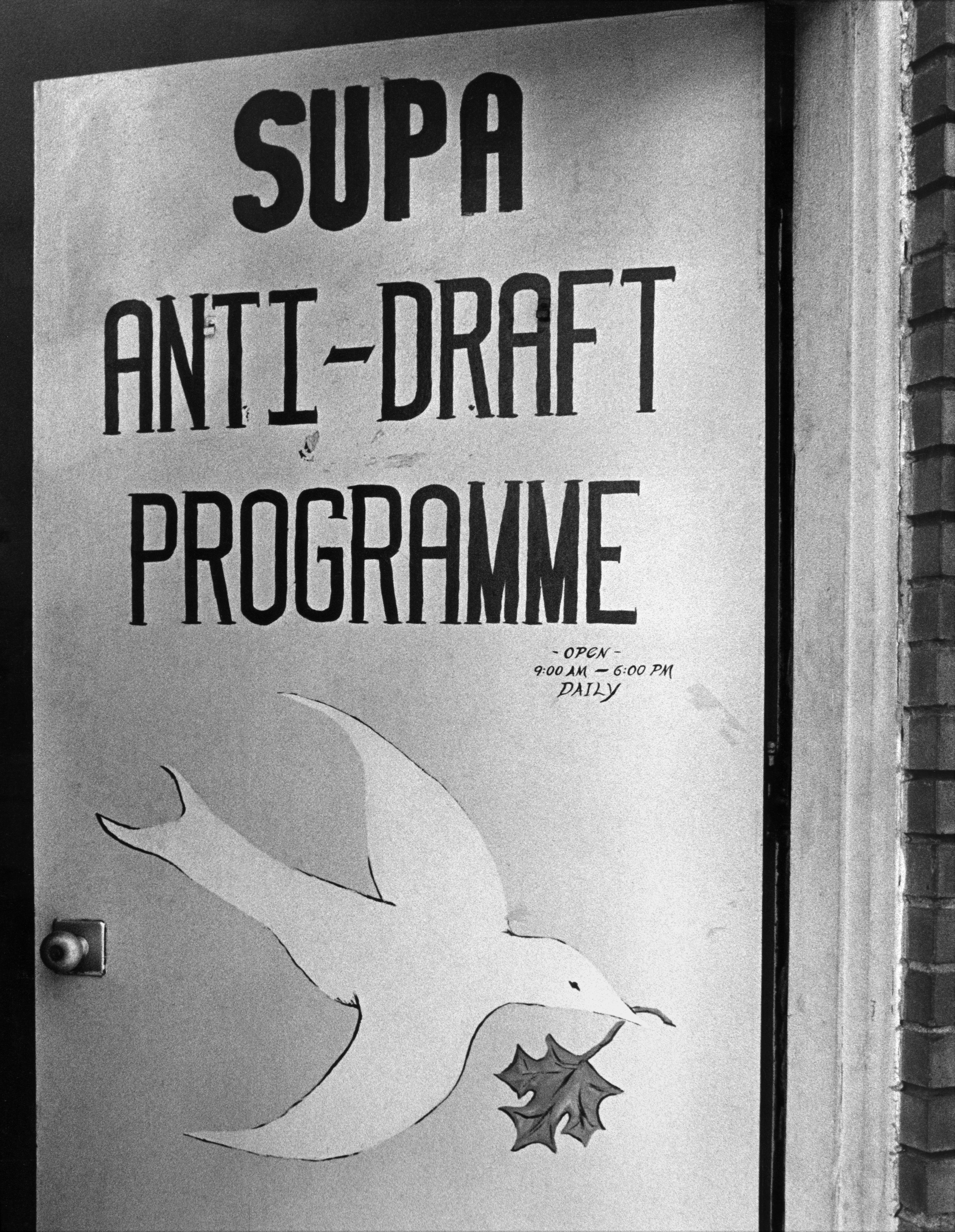
1967年8月、カナダ・トロントのスパディナアベニュー(en:Spadina Avenue)にあった平和行動学生連合(Student Union for Peace Action，SUPA)の徴兵反対プログラムの事務所のドア。

### スペイン
インスミソ(es:Movimiento insumiso en España)と呼ばれる徴兵制に対する反対が1980年から2001年まで存在した。

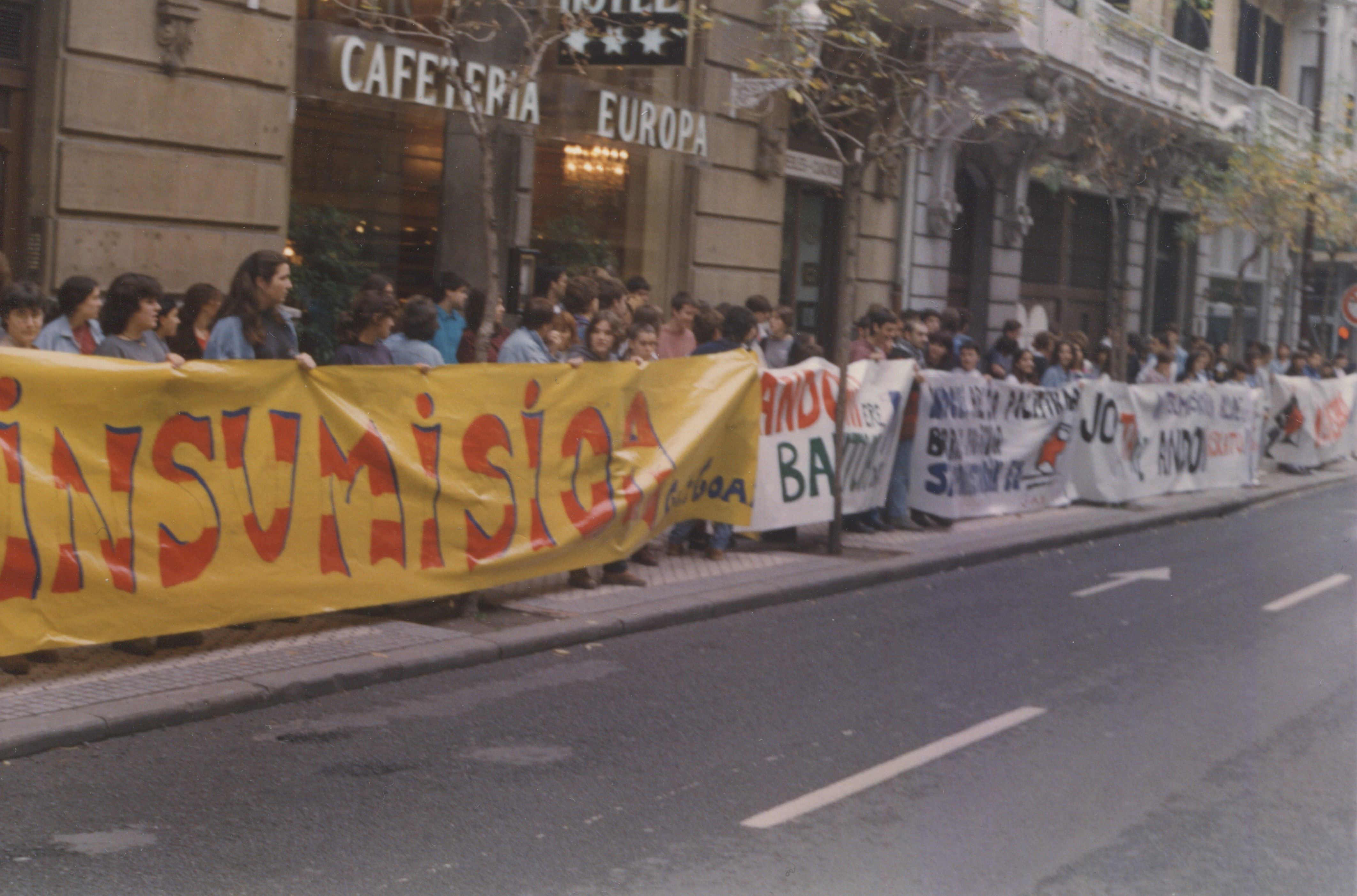
1995年、バスク州での徴兵反対デモ
1996年、バレンシア・スエカでの徴兵反対と関連する落書き

### 大韓民国
連合軍軍政期
連合軍軍政期の1946年、大韓民国国軍の前進である南朝鮮国防警備隊・南朝鮮海岸警備隊、朝鮮人民軍の前身となる組織が創設された当時も朝鮮内では徴兵制度が存在しない、徴兵制度に対する反対活動はなかった。
1948～2000年
38度線の南に大韓民国政府が樹立された1948年の翌年である1949年、兵役法制定による徴兵制度を1950年初めから実施していたが中断され、同年に朝鮮民主主義人民共和国の大韓民国に対する奇襲的な侵攻により勃発した朝鮮戦争期間である1951年から徴兵制度を再び実施した。 1953年、朝鮮戦争の休戦後の徴兵制度に対する反対活動は、大韓民国では見られない。
これはエホバの証人、安息教の宗教的良心的兵役拒否、政治的目的の良心的兵役拒否、兵役義務者の徴兵検査忌避、入営忌避、徴兵を免れるための自害などの徴兵拒否または忌避行為を除けば徴兵制に対する反対活動が2000年代以前には皆無だということを言う。
朴正煕政権時代に起きた反独裁活動をした大学生を対象にした強制徴集に対する抗議で、1979年に発生した「兵役問題対策委員会事件(ko:병역문제대책위원회 사건)」ぐらいしか見られない。 これも徴兵制度に対する拒否ではなく、徴兵制度を政治的目的から利用することに対する反発から起きた事件である。
2000年以後
2000年、予備役大領のぺ・ソングァン(배성관)が「徴兵制を反対する会」を設立した。翌年の2001年、吳太陽は韓国で初めて政治的事由による良心的兵役拒否を実行した。
2020年、「募兵制推進市民連帯」という徴兵制反対団体が設立後、徴兵制反対団体の会員を中心に徴兵制度反対と関連するデモ、兵役法の関連条項について憲法訴願(違憲訴訟)などの活動が存在する。

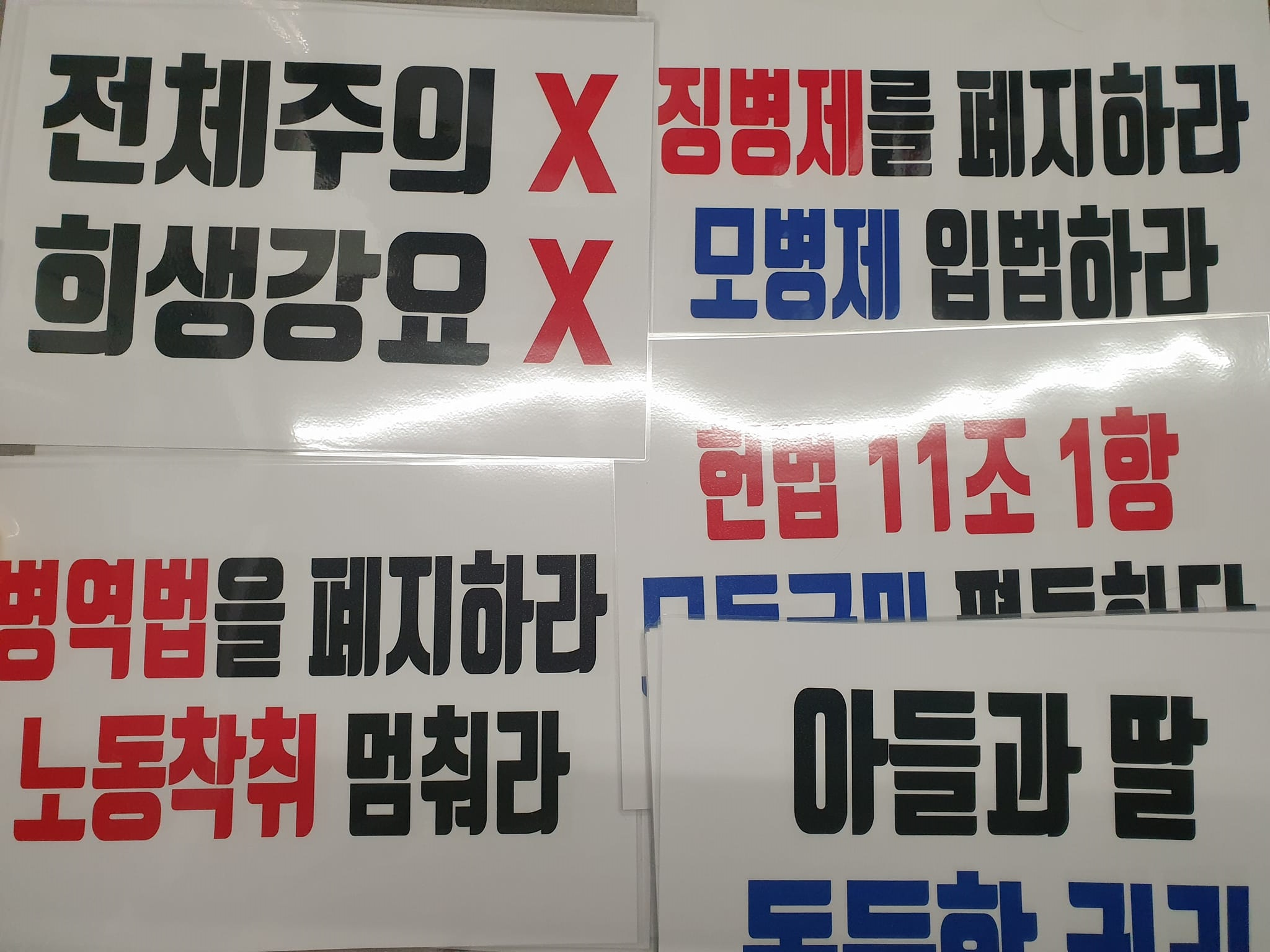
韓国の徴兵制度反対反対プレカード。徴兵制度を廃止せよ、募兵制度(完全志願制)入法せよ、兵役法を廃止せよ、労働搾取止まれなど。
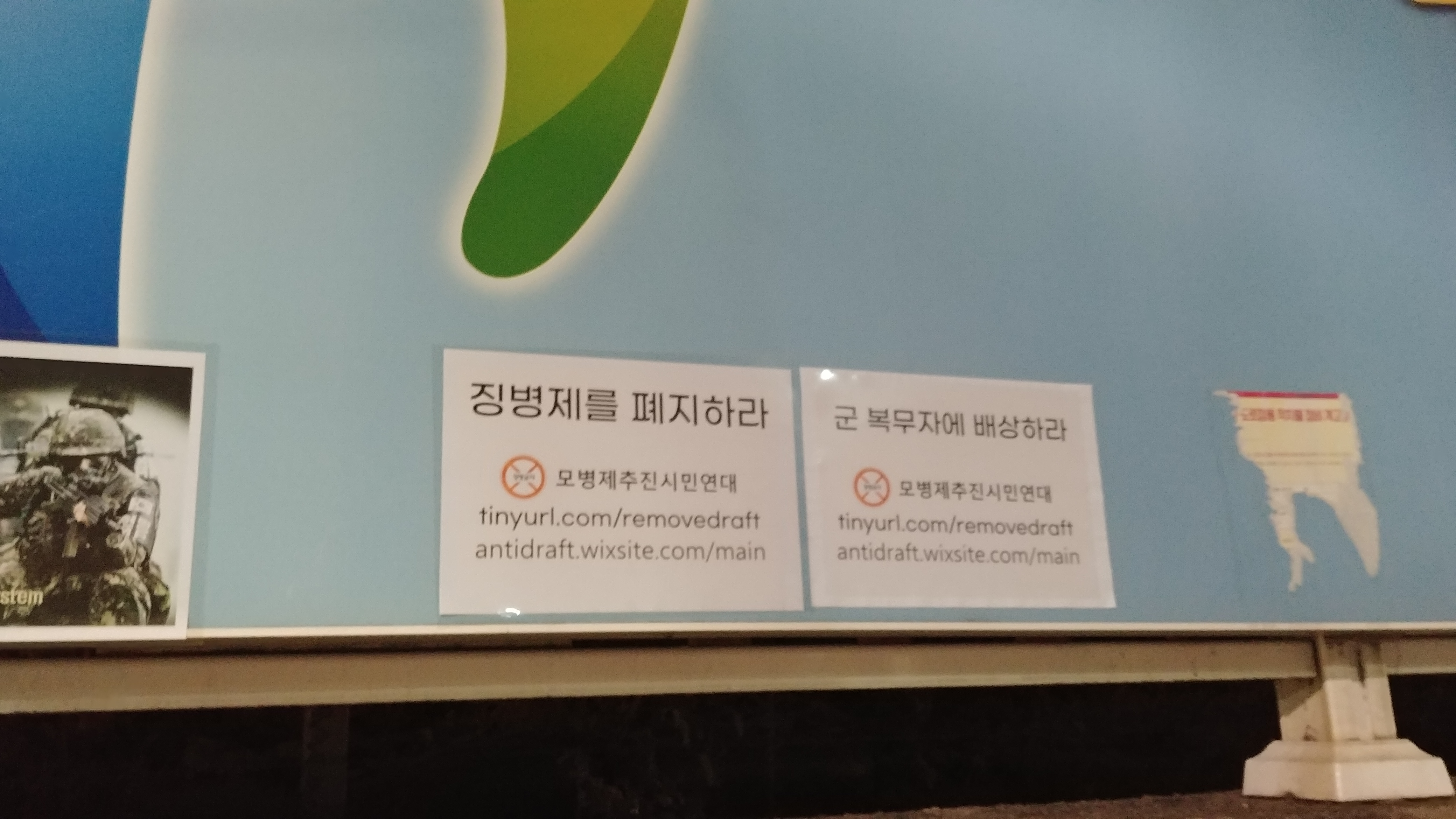
2021年、大韓民国国防部の看板に貼られた徴兵制反対プレカード(募兵制推進市民連帯のプレカード)
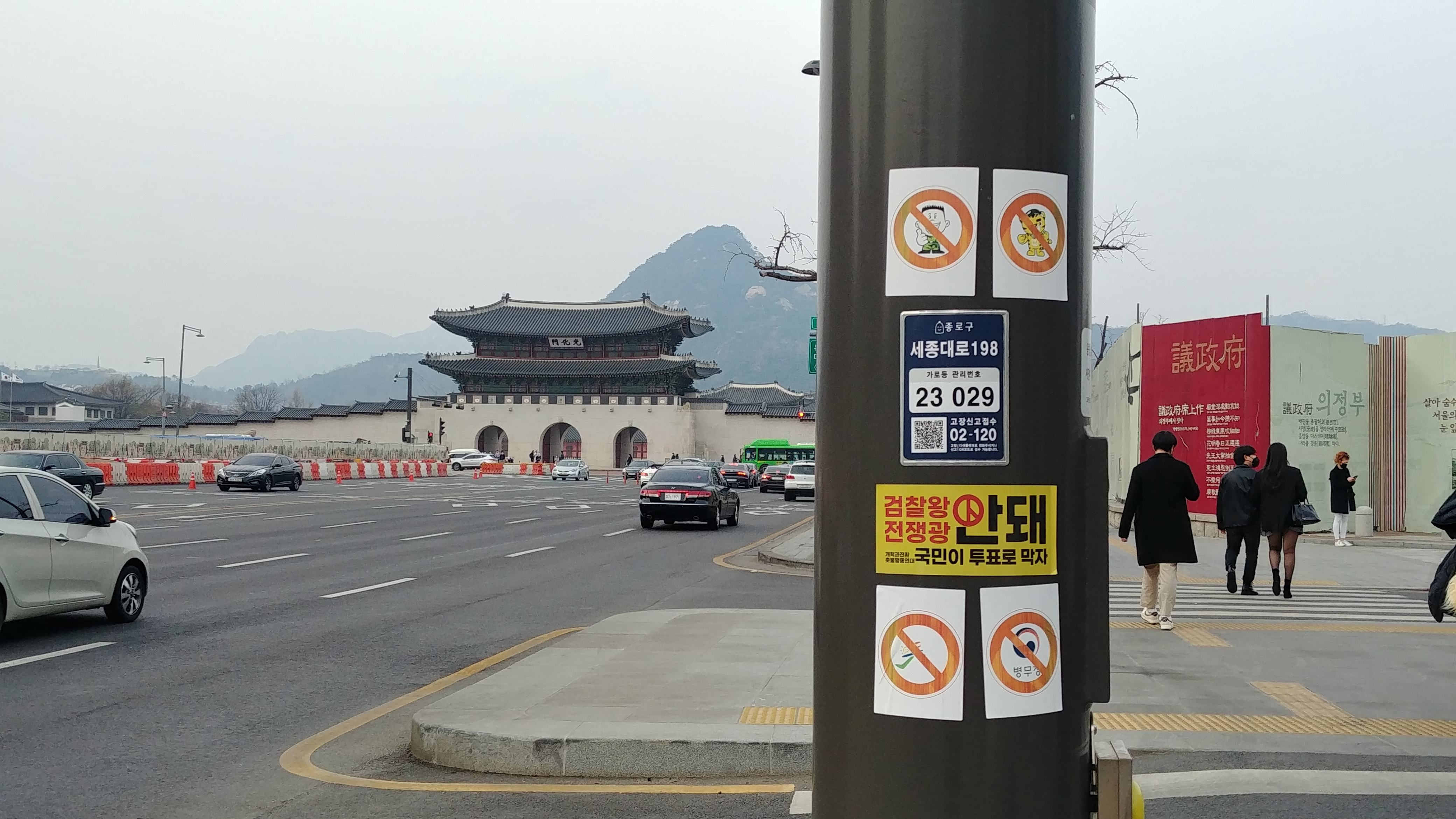
2022年、世宗大路脇に貼られた徴兵制反と関連するピクトグラムステッカー
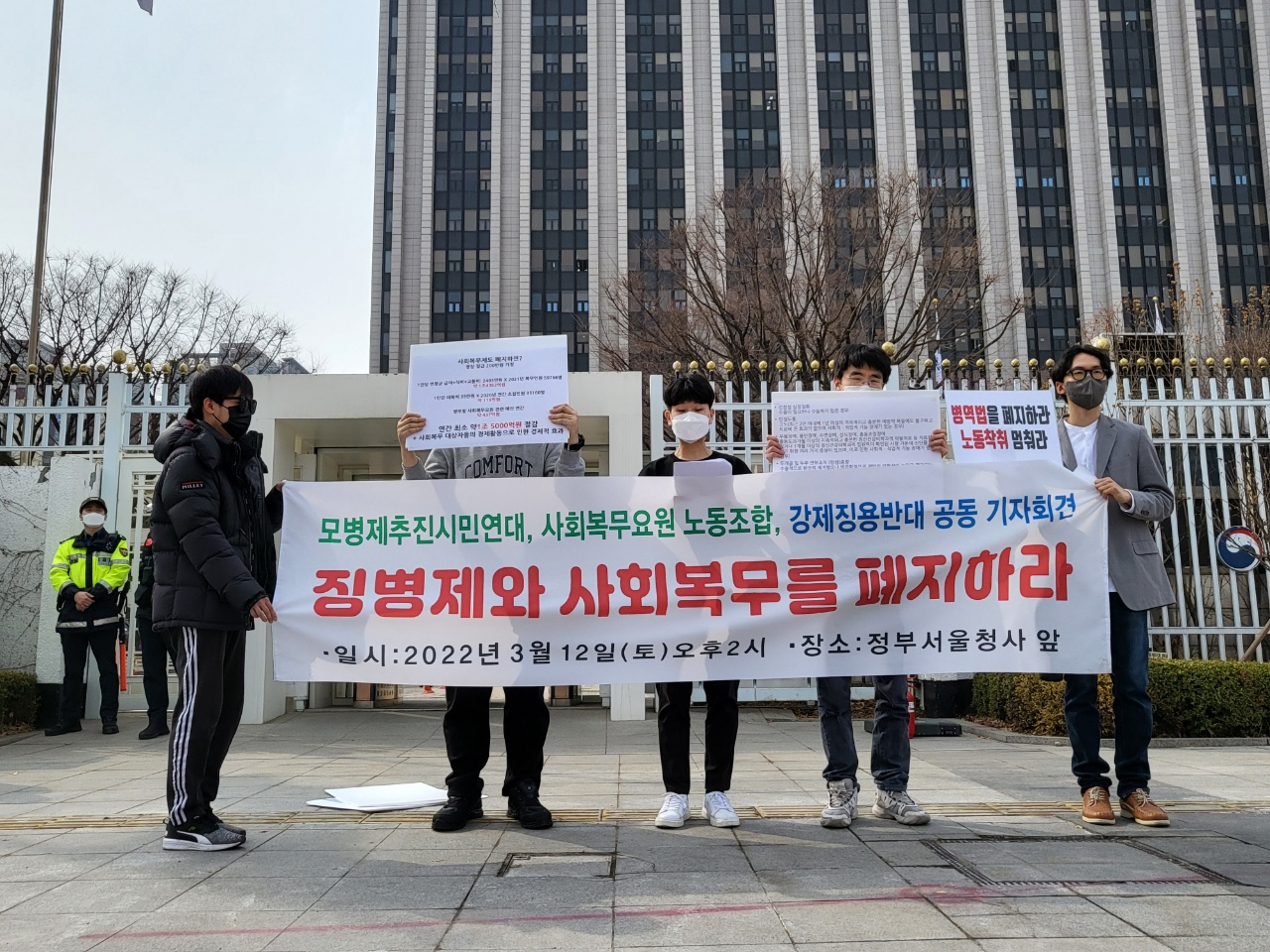
2022年3月、政府ソウル庁舎の前での徴兵制度及び社会服務要員制度の廃止と関連する記者会見
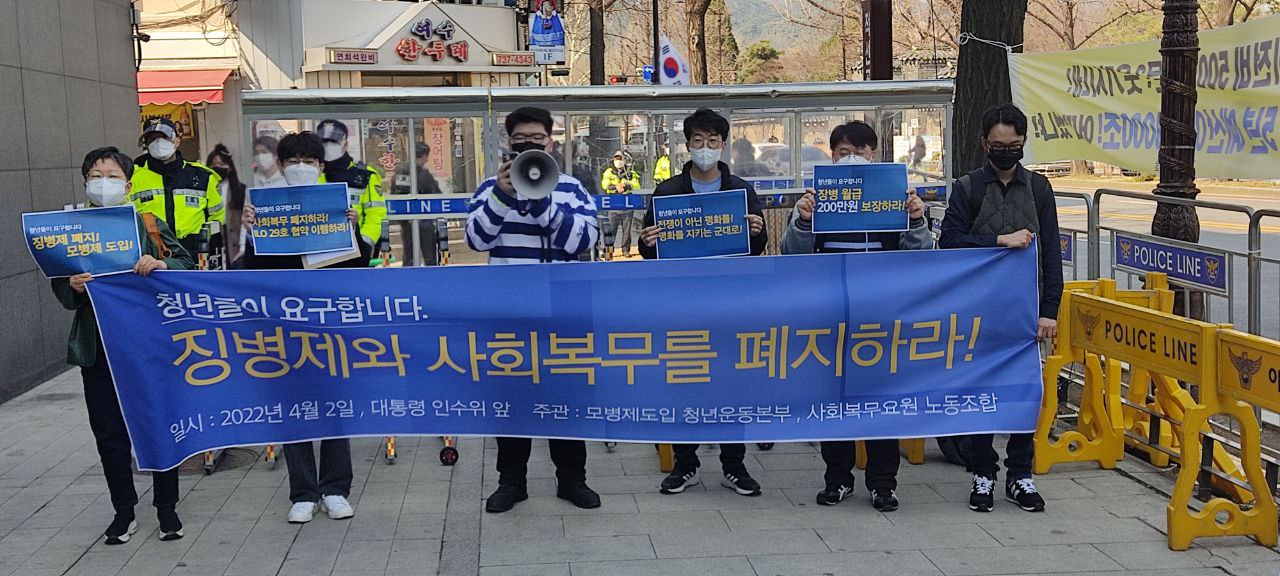
2022年4月、第20代大統領職引き受け委員会の前での徴兵制度及び社会服務要員制度の廃止と関連する記者会見
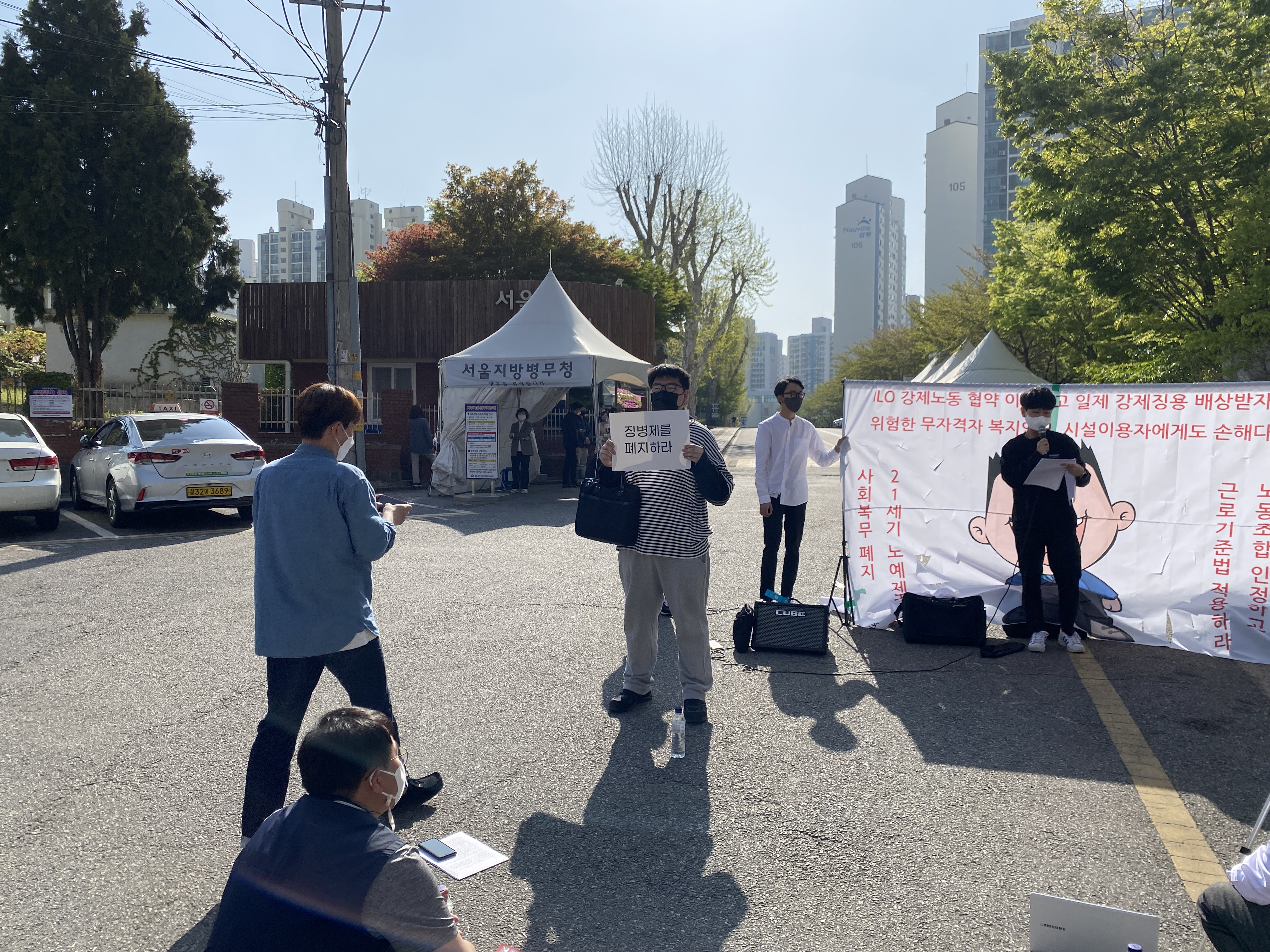
2022年4月20日、クッゴニ火刑式(ソウル地方兵務庁の前)
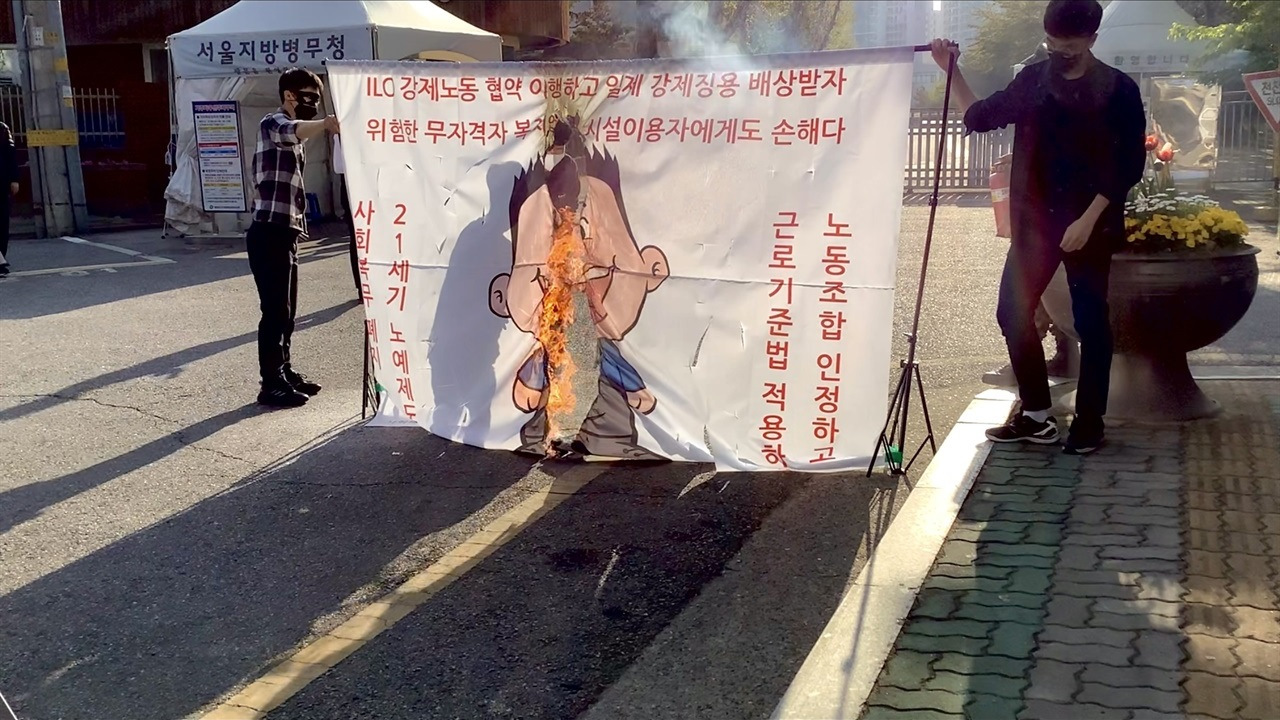
2022年4月20日、クッゴニ火刑式(ソウル地方兵務庁の前)
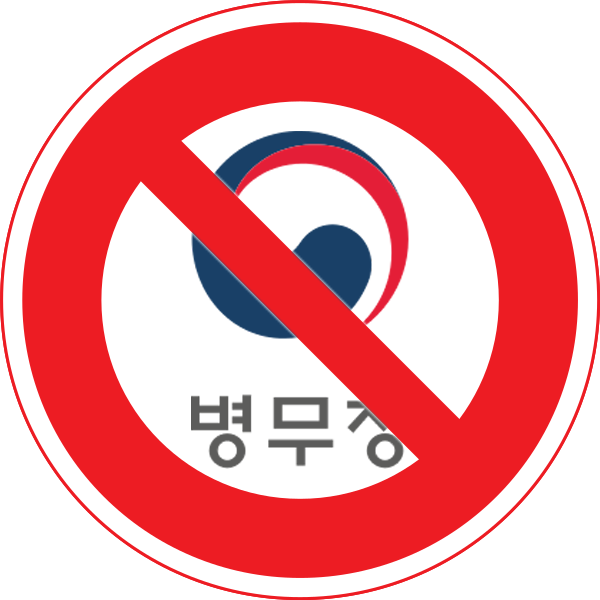
韓国の徴兵制反対と関連するピクトグラム(兵務庁禁止)（朝鮮語）
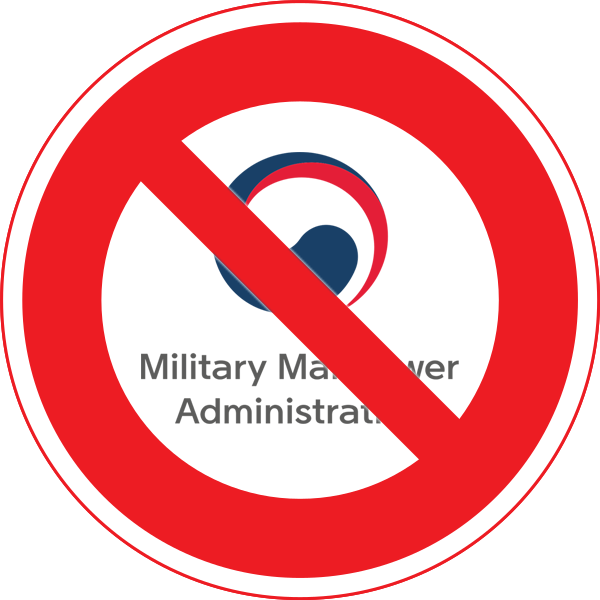
韓国の徴兵制反対と関連するピクトグラム(兵務庁禁止)（英語）
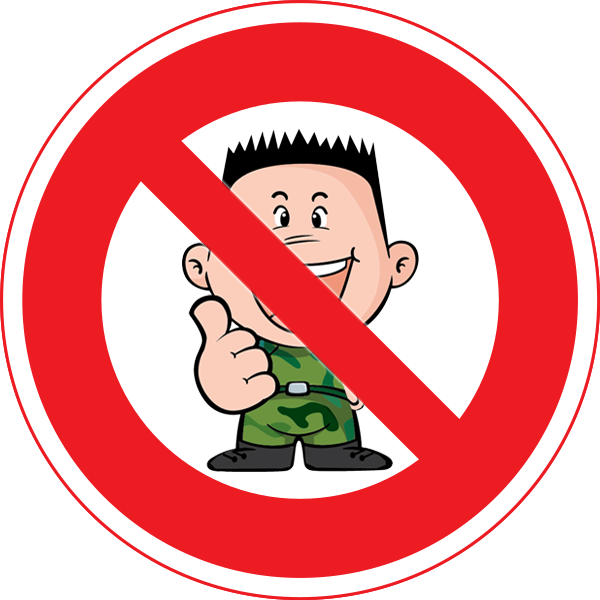
韓国の徴兵制反対と関連するピクトグラム(クッゴニ禁止)
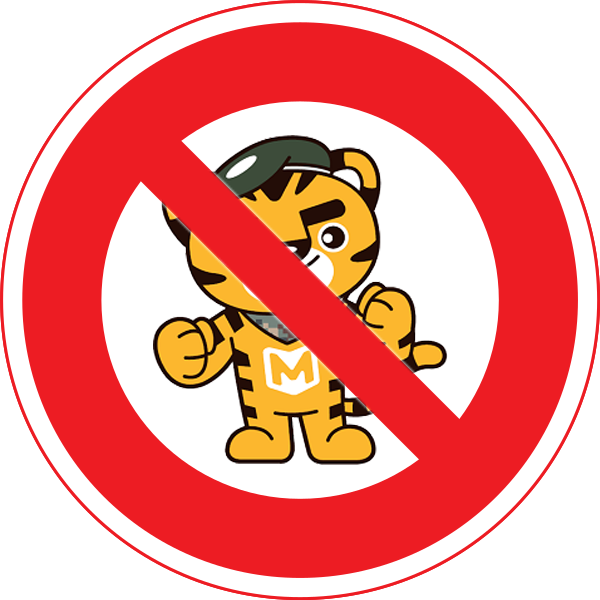
韓国の徴兵制反対と関連するピクトグラム(ヒムチャニ禁止)

### 朝鮮民主主義人民共和国
北朝鮮初期の1948年から徴兵制が実施されて以来、人権抑圧が厳しく、現在まで徴兵制に対する反対活動は知られていない。

### 大日本帝国
日本列島
明治維新以後の1873年（明治6年）に徴兵令が公布により、士族·平民を問わず徴兵制度が実施されたが、士族階層と平民階層は徴兵制度に反対して暴動や反乱を起こした。当時の平民階層の農民は負担に対して、士族階層は平民のために戦闘力が落ちるという理由で徴兵制度に反対した。平民階層によって起きた徴兵制度に対する反対活動は1873年（明治6年）、岡山県・三重県の農民によって起きた暴動の「血税一揆」、士族階層によって起きた徴兵制度に対する反対活動は、1877年（明治10年）、西郷隆盛が主導して起こした武力反乱の 「西南戦争」である。1920年代には軍事教練反対運動が起きた。
朝鮮半島
日本統治時代の朝鮮の徴兵制度に対する反対運動としては、日本統治時代末期の1943年、大日本帝国が大東亜戦争に多くの兵力を動員するため、朝鮮に大日本帝国の本土(内地)と同一な徴兵制度を実施した時に起こった。1944年4月、朝鮮で第1回徴兵検査が実施した時、当時、朝鮮の適齢壮丁は26万6225人(朝鮮の外での居留者5万2059人)の中で受検予定者は21万8659人だった。しかし、当時の受検期日の8月20日まで受検していない人数が5.8％の1万2602人に達したが、これは徴兵適齢者が所在を隠したり、戸籍年齢を訂正して忌避するなど、様々な方法で徴兵検査に応じなかった人員がいた。彼らは学徒兵忌避者・徴用忌避者のように主に山間地帯に逃避・潜伏し、集団で組織、武装化した。

### 南アフリカ
南アフリカ共和国ではアパルトヘイト時代に白人男性を対象に兵役義務を課したが、1980年代にアパルトヘイト反対運動が起こる過程で徴兵制反対活動まであった。 当時アパルトヘイトに反対する白人徴集兵とその家族を中心に徴兵制に反対する活動をし、当時存在していた「End Conscription Campaign」という団体が徴兵制に反対する活動をしながら南アフリカ共和国防衛軍脱走兵も支援した。